# Apalis bamendae
Apalis bamendae е вид птица от семейство Cisticolidae.

## Разпространение
Видът е разпространен в Камерун.